# Dorcadion danilevskyi
Dorcadion danilevskyi là một loài bọ cánh cứng trong họ Cerambycidae.